# Signature de débris de tornade

Débris soulevés par la tornade d'Elie au Manitoba le 22 juin 2007

La signature de débris de tornade, aussi appelée boule de débris ou buisson, est un arrangement particulier des échos sur un radar météorologique qui ne provient pas des précipitations mais des objets projetés au loin par le passage de l'entonnoir nuageux et de ses vents destructeurs,,.
Ce ne sont pas toutes les tornades qui vont créer une telle signature, cela dépend de leur intensité, mais dans 70 à 80 % des cas où une boule de débris est visible, elle est associée avec une tornade.

## Composition
La boule est formée de débris divers comme des matériaux de construction, des véhicules, des arbres et autres végétaux. Afin d'être visible au radar, l'intensité de la tornade doit être assez importante pour que la quantité de matériel soulevé haut dans l'atmosphère puisse refléter une bonne portion de l'énergie du faisceau radar. C'est pour cette raison que cette signature est surtout visible pour les tornades d'intensité EF3, ou plus, de l'échelle de Fujita améliorée. Les tornades plus faibles, intensité EF0 à EF2, sont en effet d'assez courte durée et leurs vents ne créent qu'une faible quantité de débris difficile à noter. Cependant, tout dépend de la disponibilité de structures à détruire et de la proximité au radar, sa résolution étant meilleure de près qu'à grande distance.

## Détection

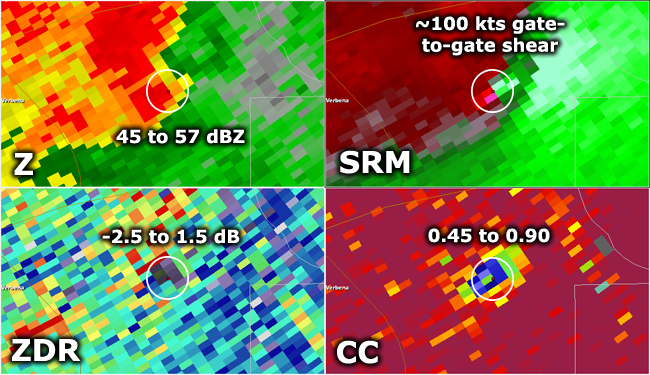
Quatre produits radar qui permettent de confirmer la signature

Quand de grandes quantités de débris sont projetés au loin par une tornade, ils peuvent être frappés par les impulsions provenant d'un radar. Ils sont formés de divers matériaux dont certains sont très réflectifs, comme le métal, et d'autres très peu, comme le bois. C'est la somme de leurs réflexions, appelée réflectivité (Z), qui va être retourné au radar. 
Lorsque la densité des débris est assez grande dans un volume de résolution du faisceau radar, l'écho perçu sera affiché à l'écran. Elle prend la forme d'une zone plus ou moins circulaire que très faible diamètre (quelques kilomètres). Une étude faite lors de l'éruption de tornades du 25 au 28 avril 2011 aux États-Unis a montré que la réflectivité variait entre 51 et 72 dBZ à très basse altitude et décroissait rapidement en s'élevant, montrant que les débris se concentrent surtout près du sol. La partie en haut à gauche de l'image ci-contre, montre de telles réflectivités au sommet de l'écho en crochet typique d'un orage supercellulaire à tornade. 
Ce n'est cependant pas la seule variable dans les données radars qui doit être prise en compte. En effet, la grêle et les fortes précipitations peuvent aussi donner de tels échos. Le second indice est la présence d'un doublet de vitesse (SRM dans l'image) s'approchant et s'éloignant du radar, associé à la rotation dans le nuage et appelé signature tornadique de rotation. La partie en haut à droite montre un tel doublet à l'intérieur du cercle. 
Finalement, les données de double polarisation des radars météorologiques récents ont des valeurs caractéristiques. Ainsi, la différence de réflectivité entre les impulsions qui sondent avec une onde polarisée horizontalement et une autre verticalement (Zdr dans l'image en bas à gauche) est autour de zéro ou négative à cause de la culbute des débris dans les airs. De même, le coefficient de corrélation est faible (ρhv, noté CC dans l'image en bas à droite) à cause de leurs formes irrégulières.
Un algorithme, nommé « signature polarimétrique de débris de tornade » (en anglais : PTDS), a été développé par des chercheurs en combinant les données polarimétriques aux données de réflectivité et de vitesse, montrant les zones ayant une probabilité de détection supérieure à 80 %. Il est utilisé au National Weather Service américain pour analyser automatiquement les données des radars météorologique NEXRAD.